# Mixed Kebab
Mixed Kebab is een Belgische dramafilm uit 2012 in een regie van Guy Lee Thys. Hoofdrollen worden gespeeld door onder anderen Cem Akkanat en Simon Van Buyten.

## Verhaal
De 27-jarige Ibrahim, die zichzelf Bram laat noemen, is moslim met Turkse achtergrond. Hij woont in Antwerpen. Zijn moeder is in België geboren en zijn vader Mehmet in Nederland. Toch houden ze zich nog aan de Turkse tradities. Ibrahim is homoseksueel, maar wil dit verborgen houden voor zijn familie en de Turkse gemeenschap gezien de Koran dergelijke seksuele voorkeur verbiedt.
Furkan, de broer van Bram, spijbelt regelmatig op school. Bram confronteert Furkan met dit bericht. Furkan weet dat Bram regelmatig wordt gezien in de holebi-wereld en chanteert hem hiermee. Ook in het Turkse café waar Brams vader regelmatig komt, zijn er geruchten.
Bram vertrekt weldra naar Turkije om zijn nicht Elif te ontmoeten. Zijn en haar ouders hebben namelijk een gearrangeerd huwelijk geregeld. Ondertussen heeft Bram Kevin ontmoet, een 19-jarige rasechte Belg die met zijn moeder een snackbar uitbaat. Kevins moeder vermoedt dat haar zoon homoseksueel is. Het is haar ook opgevallen dat Bram de laatste tijd regelmatig komt en zijn ogen niet van Kevin kan afhouden. Daarom stuurt ze beide jongens het nachtleven in, maar Kevin blijft afstandelijk.
Bram vertrekt naar Turkije, maar heeft voor Kevin ook tickets geboekt. Een van de hotelbediendes is verliefd op Elif, maar zij vertoont geen interesse meer voor hem sinds ze weet dat ze naar België kan komen, waar ze hoopt op een beter leven.
In Turkije laait de vonk tussen Bram en Kevin op, maar dit wordt opgemerkt door de hotelbediende die hiervan foto's maakt. Zoals afgesproken zoekt Bram Elif op en wordt alles in orde gemaakt voor haar visum. De hotelbediende toont de foto's aan Elif. Haar maakt het niets uit of Bram al dan niet homo is, zolang ze maar naar België kan.
Na een week vertrekken Bram en Kevin terug naar België. Daar merkt Bram op dat Elif beter in Turkije kan blijven omdat vrouwen daar meer geëmancipeerd zijn dan de Turkse vrouwen in België voor wie de tijd stil is blijven staan.
Ondertussen is Furkan lid geworden van een fundamentalistische Moslimgroep die de Sharia in België wil invoeren. De groepering wil dat winkeliers enkel halal verkopen. Daarnaast maken ze van elk politieoptreden foto's. Die foto's gebruiken ze om de politie in een slecht daglicht te plaatsen omdat ze zogezegd racistisch handelen. Furkans vader is tegen de bewuste groepering. Daarnaast hebben een aantal leden ooit een opleiding gevolgd bij de Taliban waar ze rechtstreeks contact hadden met Osama Bin Laden.
De hotelbediende stuurt de foto's ook op naar Brams vader. Bram geeft toe dat hij een relatie heeft met Kevin en dat hij niet van plan is om een huwelijk aan te gaan met Elif. Daarop wordt Bram uit zijn familie verbannen. Het bericht gaat de ronde in de moslimgemeenschap waardoor Brams ouders ook nergens meer welkom zijn.
Furkan wil zijn familie in ere herstellen en droomt ervan om Kevin ritueel te vermoorden. De leden van de fundamentalistische groepering steunen hem hierin. Furkan wordt echter voor  de deur van de snackbar neergestoken door enkele straatboefjes met wie hij al langer in de clinch lag. Dankzij het snelle optreden van Bram overleeft Furkan de aanval. 

## Rolverdeling
| Acteur              | Personage          |
| ------------------- | ------------------ |
| Cem Akkanat         | Ibrahim / Bram     |
| Simon Van Buyten    | Kevin              |
| Gamze Tazim         | Elif               |
| Karlijn Sileghem    | Marina             |
| Tania Cnaepkens     | Fatma              |
| Lukas De Wolf       | Furkan             |
| Ergun Simsek        | Mehmet             |
| Hakan Gurkan        | Yusuf              |
| Rudolph Segers      | Rudolf             |
| Magali Uytterhaegen | Olga               |
| Gökhan Girginol     | Radu               |
| Mathias Vergels     | Jamal              |
| Sinan Cihangir      | Deniz              |
| Alev Doruk          | Canan              |
| Yagizoglu Kemal     | hotelbediende      |
| Brit Van Hoof       | chirurge           |
| Daniel Vidovsky     | Politie-inspecteur |